# Microsoft Office 2003
Microsoft Office 2003 – wersja pakietu biurowego Microsoft Office, przygotowana jako następca pakietu Microsoft Office 2002/XP. Następcą Office 2003 jest Microsoft Office 2007.
Oficjalne wsparcie techniczne dla Office 2003 zakończono 8 kwietnia 2014 (razem z Windows XP).
Nowe funkcje to m.in. Zarządzanie prawami do informacji, nowe funkcje współpracy, ulepszona obsługa programu SharePoint, tagów inteligentnych oraz XML; oraz rozszerzone użycie usług Office Online. Nowe aplikacje w pakiecie Office to InfoPath (służący do projektowania i wypełniania elektronicznych formularzy), OneNote (do tworzenia notatek i zarządzania nimi) i Picture Manager (do przeglądania, zarządzania i edytowania zdjęć, zamiast Photo Editora). 
Wraz z wydaniem pakietu, Microsoft przemianował pakiet Office jako zintegrowany system dedykowany pracownikom wiedzy. W związku z tym, każdy program pakietu posiada w swojej nazwie człon „Office”. Jest to pierwsza wersja, która wykorzystuje kolory i style wizualne systemu Windows XP, a także posiada odświeżone ikony.
Jest to także ostatnie wydanie, zawierające pasek menu oraz paski narzędzi we wszystkich programach, a także ostatnia wersja, w której domyślnymi formatami plików były .doc, .xls, .ppt, oraz ostatnia wersja pakietu kompatybilna z Windows 2000, bowiem Office 2007 wymaga systemu Windows XP z dodatkiem Service Pack 2 lub nowszego.
Dotychczas zostały wydane trzy dodatki Service Pack podczas okresu wsparcia. Dodatek SP1 został wydany 27 lipca 2004 roku, SP2 został wydany 27 września 2005 roku, natomiast SP3 został wydany 17 września 2007 roku.

## Wymagania systemowe
Do korzystania z Microsoft Office 2003 potrzebny jest komputer spełniający poniższe parametry:
- Procesor o częstotliwości 233 MHz lub wyższej
- 128 MB pamięci RAM, zalecane 512 MB
- Od 260 do 400 MB wolnego miejsca na twardym dysku
- Stacja dysków CD-ROM
- Monitor o rozdzielczości przynajmniej 800 × 600 pikseli
- System operacyjny Windows 2000 SP3, Windows XP, Windows Server 2003 lub nowszy
- Internet (zalecane do uaktualnień).

## Wersje pakietu
Pakiet dostępny jest w pięciu różnych wersjach:
- Microsoft Office 2003 Basic
- Microsoft Office 2003 dla Nauczycieli, studentów, i uczniów
- Microsoft Office 2003 Standard
- Microsoft Office 2003 Small Business
- Microsoft Office 2003 Professional
- Microsoft Office 2003 Professional Enterprise (dostępny tylko na licencji zbiorczej)

| Program         | Basic | Dla nauczycieli, studentów, i uczniów | Standard | Small Business                | Professional                  |
| --------------- | ----- | ------------------------------------- | -------- | ----------------------------- | ----------------------------- |
| Word 2003       | Tak   | Tak                                   | Tak      | Tak                           | Tak                           |
| Excel 2003      | Tak   | Tak                                   | Tak      | Tak                           | Tak                           |
| Outlook 2003    | Tak   | Tak                                   | Tak      | Tak +Business Contact Manager | Tak +Business Contact Manager |
| PowerPoint 2003 | Nie   | Tak                                   | Tak      | Tak                           | Tak                           |
| Publisher 2003  | Nie   | Nie                                   | Nie      | Tak                           | Tak                           |
| Access 2003     | Nie   | Nie                                   | Nie      | Nie                           | Tak                           |
| InfoPath 2003   | Nie   | Nie                                   | Nie      | Nie                           | Tylko w wersji Enterprise     |
| OneNote 2003    | Nie   | Nie                                   | Nie      | Nie                           | Nie                           |
| FrontPage 2003  | Nie   | Nie                                   | Nie      | Nie                           | Nie                           |
| Visio 2003      | Nie   | Nie                                   | Nie      | Nie                           | Nie                           |
| Project 2003    | Nie   | Nie                                   | Nie      | Nie                           | Nie                           |

Aby dowiedzieć się więcej o poszczególnych programach, przejdź do hasła Microsoft Office.